# Royal Marines

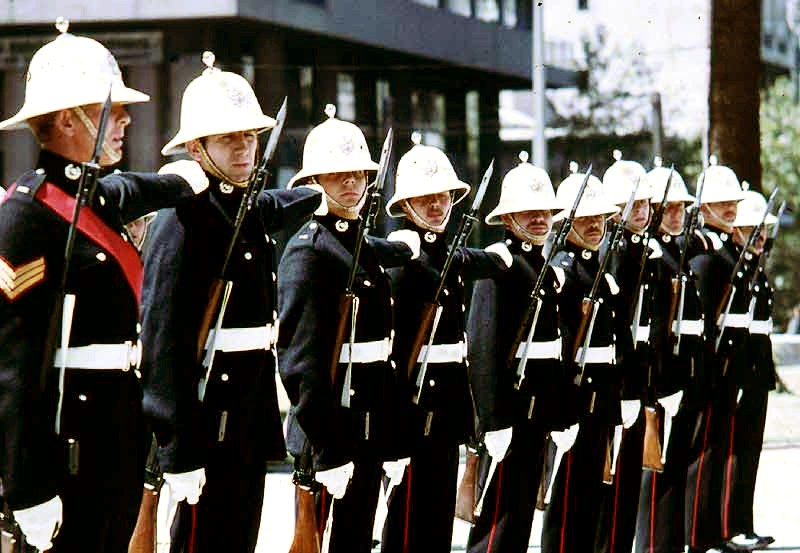
Royal Marines in Montevideo.

De  Britse Royal Marines zijn te vergelijken met het Nederlandse Korps Mariniers. Net als de mariniers van veel andere landen zijn ze een onderdeel van de marine en zijn gespecialiseerd in amfibische operaties.
De Royal Marines tellen bijna 8000 manschappen. Organiek zijn de operationele eenheden ondergebracht in de 3d Marine Commando Brigade, die uit 3 infanteriebataljons bestaat.
De Royal Marines zijn voornamelijk met lichte wapens uitgerust. Voor transport over grote afstanden kunnen zij gebruikmaken van 1 helikoptercarrier, 2 dok-landingsplatforms en 3 doklandingsschepen van de Royal Navy.